# The Spitfire Boys
The Spitfire Boys est un groupe de punk rock britannique, originaire de Merseyside, en Angleterre. Formé en 1977, il est le premier groupe de punk rock de Liverpool à avoir enregistré un disque.

## Biographie
En 1977, David Littler et Pete Griffith, deux jeunes gars qui viennent de la banlieue ouvrière de St Helens, passent souvent leurs soirées au Eric's, l'unique club de Liverpool dans lequel jouent tous les groupes de punk rock qui font étape sur les rives de la Mersey. Eux aussi veulent jouer du punk rock et décident de monter un groupe, The Blackmailers. En mai 1977, avec un certain culot, ils parviennent à ouvrir dans un festival punk à Warrington (banlieue de Manchester) où jouent également les Buzzcocks, Slaughter and the Dogs et les Heartbreakers. 
Ce moment de gloire leur permet de jouer au Eric's mais cette fois sous le nom de The Spitfire Boys (l'idée du nom venant semble-t-il de Wayne County). Le patron du Eric's propose même de financer l'enregistrement de deux morceaux pour le label du club, mais les textes des deux chansons le refroidissent fortement: la première British Refugee dénonce une Angleterre qui opprime les Irlandais, tandis que la titre de la seconde Mein Kampf ne passe pas. C'est donc le petit label RK Records qui sort le single, mais, par économie, il le commercialise sans pochette. Au contraire d'autres groupes punk de l'époque, The Spitfire Boys ne parviendra pas à percer et le groupe se sépare en décembre 1977. Le batteur Peter Clarke prendra le pseudonyme de Budgie et jouera ensuite au sein de Big in Japan, The Slits, puis dans Siouxsie and the Banshees. Paul Rutherford, quant à lui, intègrera le groupe Frankie Goes to Hollywood. 
En 1979, David Littler reformera finalement The Spitfire Boys à Cardiff avec d'autre musiciens et le groupe sortira un seul et unique single Funtime sur le label Impeccable Records. En 1980, ils se séparent et Littler se joint aux White Brothers.

## Discographie
- 1977 : British Refugee / Mein Kampf (single)
- 1979 : Funtime